# بیگ چیمنی (ویرجینیای غربی)
بیگ چیمنی(به انگلیسی: Big Chimney) شهری در ایالت ویرجینیای غربی کشور ایالات متحده آمریکا است که جمعیت آن در سرشماری سال ۲۰۱۰ میلادی، ۶۲۷ نفر بوده‌است.